# Remo D'Souza
Remo D'Souza, né Ramesh Gopi le 2 avril 1974 à Bangalore, est un danseur, chorégraphe, acteur et réalisateur indien.

## Biographie
D'Souza est né le 2 avril 1974 à Bangalore. Il est le fils de K. Gopi, un chef de l'Indian Air Force, et de Madhvi Laxmi. Il a un frère aîné, Ganesh Gopi, et quatre sœurs. Il fait sa scolarité à l'école de l'Air Force à Jamnagar dans le Gujarat. Lors de sa scolarité, il est athlète et remporte des prix en 100 mètres[réf. nécessaire].
Son premier film en tant que réalisateur, Faltu, connait un succès modéré au box-office[réf. nécessaire].

## Prix
| Prix du cinéma | Prix du cinéma              | Prix du cinéma                            | Prix du cinéma                                             | Prix du cinéma | Prix du cinéma |
| An             | Film                        | Prix                                      | Catégorie                                                  | Résultat       | Réf.           |
| -------------- | --------------------------- | ----------------------------------------- | ---------------------------------------------------------- | -------------- | -------------- |
| 2004           | Tehzeeb                     | Zee Cine Awards                           | Meilleure chorégraphie                                     | Nommé          |                |
| 2011           | Enthiran                    | Prix Vijay                                | Meilleure trouvaille de l'année                            | Lauréat        |                |
| 2013           | Etudiant de l'année         | Zee Cine Awards                           | Meilleure chorégraphie pour la chanson Disco Deewane       | Nommé          |                |
| 2014           | Yeh Jawaani Hai Deewani     | Screen Awards                             | Meilleure chorégraphie pour la chanson Badtameez Dil       | Lauréat        |                |
| 2014           | Yeh Jawaani Hai Deewani     | Zee Cine Awards                           | Meilleure chorégraphie pour la chanson Badtameez Dil       | Lauréat        |                |
| 2014           | Yeh Jawaani Hai Deewani     | International Indian Film Academy Awards  | Meilleure chorégraphie pour la chanson Badtameez Dil       | Lauréat        |                |
| 2014           | Yeh Jawaani Hai Deewani     | Prix du film de la Guilde des producteurs | Meilleure chorégraphie pour la chanson Badtameez Dil       | Lauréat        |                |
| 2014           | Yeh Jawaani Hai Deewani     | Prix du film de la Guilde des producteurs | Meilleure chorégraphie pour la chanson Balam Pichkari      | Lauréat        |                |
| 2016           | Tout le monde peut danser 2 | BIG Star Entertainment Awards             | Film social le plus divertissant                           | Lauréat        |                |
| 2016           | Tout le monde peut danser 2 | Stardust Awards                           | Meilleure chorégraphie pour toutes les chansons d' ABCD 2  | Lauréat        |                |
| 2016           | Tout le monde peut danser 2 | Screen Awards                             | Meilleure chorégraphie pour la chanson Sunn Saathiya       | Lauréat        |                |
| 2016           | Bajirao Mastani             | 63e National Film Awards                  | Meilleure chorégraphie pour la chanson Deewani Mastani     | Lauréat        |                |
| 2016           | Bajirao Mastani             | International Indian Film Academy Awards  | Meilleure chorégraphie pour la chanson Deewani Mastani     | Lauréat        |                |
| 2016           | Bajirao Mastani             | Prix du film de la Guilde des producteurs | Meilleure chorégraphie pour la chanson Pinga               | Lauréat        |                |
| 2016           | Bajirao Mastani             | Prix du film de la Guilde des producteurs | Meilleure chorégraphie pour la chanson Deewani Mastani     | Nommé          |                |
| 2016           | Bajirao Mastani             | Zee Cine Awards                           | Meilleure chorégraphie pour la chanson Deewani Mastani     | Nommé          |                |
| 2016           | Bajirao Mastani             | 64e Filmfare Awards                       | Meilleure chorégraphie pour la chanson Deewani Mastani     | Nommé          |                |
| 2016           | Bajirao Mastani             | 64e Filmfare Awards                       | Meilleure chorégraphie pour la chanson Pinga               | Nommé          |                |
| 2020           | Kalank                      | 65e Prix Filmfare                         | Meilleure chorégraphie pour la chanson Ghar More Pardesiya | Lauréat        |                |

| Prix de la télévision | Prix de la télévision | Prix de la télévision               | Prix de la télévision        | Prix de la télévision | Prix de la télévision |
| An                    | Spectacle             | Prix                                | Catégorie                    | Résultat              | Réf.                  |
| --------------------- | --------------------- | ----------------------------------- | ---------------------------- | --------------------- | --------------------- |
| 2013                  | Jhalak Dikhhla Jaa    | Prix des pétales d'or de la couleur | Meilleur juge de non-fiction | Nommé                 |                       |

## Filmographie
| An   | Film                              | Langue | Réalisateur | Producteur | Acteur | Remarques |
| ---- | --------------------------------- | ------ | ----------- | ---------- | ------ | --------- |
| 1997 | Aflatoon                          | hindi  |             |            | ×      |           |
| 2004 | Meenaxi: un conte de trois villes | hindi  |             |            | ×      |           |
| 2011 | Faltu                             | hindi  | ×           |            |        |           |
| 2013 | ABCD : Tout le monde peut danser  | hindi  | ×           | ×          | ×      |           |
| 2014 | DOA Mort d'Amar                   | hindi  |             | ×          |        |           |
| 2014 | Entertainment                     | hindi  |             |            | ×      |           |
| 2015 | ABCD 2                            | hindi  | ×           |            | ×      |           |
| 2016 | Un jatt volant                    | hindi  | ×           |            |        |           |
| 2018 | Race 3                            | hindi  | ×           |            |        |           |
| 2018 | Nawabzaade                        | hindi  |             | ×          |        |           |
| 2018 | Zero                              | hindi  |             |            | ×      |           |
| 2019 | C'est l'heure de danser           | hindi  |             | ×          |        |           |
| 2020 | Street Dancer 3D                  | hindi  | ×           | ×          |        |           |

### En tant que chorégraphe
- 1995 : Bollywood Dreams
- 2000 : Dil Pe Mat Le Yaar
- 2001 : Tum Bin
- 2001 : 'Ehsaas: The Feeling
- 2002 : Pitaah
- 2002 : Aankhen
- 2002 : Chhal
- 2002 : Road
- 2002 : Yeh Kya Ho Raha Hai?
- 2002 : Kaante
- 2002 : Saathiya
- 2003 : Aapko Pehle Bhi Kahin Dekha Hai
- 2003 : Stumped
- 2003 : Qayamat: City Under Threat
- 2003 : Janasheen
- 2003 : Mumbai Matinee
- 2003 : Tehzeeb
- 2003 : Wrong Number
- 2003 : Chameli
- 2004 : Meenaxi: A Tale of Three Cities
- 2004 : Bardaasht
- 2004 : Asambhav
- 2004 : Dhoom
- 2004 : Popcorn Khao! Mast Ho Jao
- 2004 : Daag - Shades of Love
- 2005 : Shabd
- 2005 : Lucky: No Time for Love
- 2005 : Naam Gum Jaayega
- 2005 : Waqt: The Race Against Time
- 2005 : Jo Bole So Nihaal
- 2005 : Chocolate
- 2005 : Koi Aap Sa
- 2005 : Ek Khiladi Ek Haseena
- 2005 : Apaharan
- 2006 : Aksar
- 2006 : Fight Club - Members Only
- 2006 : 36 China Town
- 2006 : Ankahee
- 2006 : Alag: He Is Different.... He Is Alone...
- 2006 : Bas Ek Pal
- 2006 : Anthony Kaun Hai?
- 2006 : Jaane Hoga Kya
- 2006 : Dil Diya Hai
- 2006 : Pyaar Ke Side Effects
- 2006 : Rocky - The Rebel
- 2006 Hota Hai Dil Pyaar Mein Paagal
- 2006 : Apna Sapna Money Money
- 2006 : Aryan
- 2006 : Tom Dick And Harry
- 2007 : Marigold
- 2007 : Just Married
- 2007 : Delhii Heights
- 2007 : Good Boy, Bad Boy
- 2007 : The Train
- 2007 : MP3: Mera Pehla Pehla Pyaar
- 2007 : Awarapan
- 2007 : Cash
- 2007 : Darling
- 2007 : Chhodon Naa Yaar
- 2007 : Speed
- 2007 Main Rony Aur Jony
- 2008 : Mithya
- 2008 : Singh Is Kinng
- 2008 : Bhoothnath
- 2008 : De Taali
- 2008 : Mission Istaanbul
- 2008 : Ugly Aur Pagli
- 2008 : Rock On!!
- 2008 : Hijack
- 2008 : Kidnap
- 2008 : Sorry Bhai!
- 2008 : Maharathi
- 2009 : The Stoneman Murders
- 2009 : Kal Kissne Dekha
- 2009 : London Dreams
- 2009 : Mr. Fraud
- 2010 : Enthiran
- 2011 : Patiala House
- 2011 : F.A.L.T.U
- 2011 : Pyaar Ka Punchnama
- 2011 : Kucch Luv Jaisaa
- 2011 : Bbuddah... Hoga Terra Baap
- 2011 Stand By
- 2011 : Love Breakups Zindagi
- 2011 : Loot
- 2012 : Student of the Year
- 2013 : ABCD: Any Body Can Dance
- 2013 : Zila Ghaziabad
- 2013 : Aurangzeb
- 2013 : Besharam
- 2013 : Krrish 3
- 2013 : Gori Tere Pyaar Mein
- 2013 : Yeh Jawaani Hai Deewani
- 2014 : Dedh Ishqiya
- 2014 : 2 States
- 2014 : Jai Ho
- 2014 : Entertainment
- 2014 : O Teri
- 2014 : Familywala
- 2015 : Tevar
- 2015 : ABCD 2
- 2015 : Bajrangi Bhaijaan
- 2015 : Bajirao Mastani
- 2015 : Dilwale
- 2016 : A Flying Jatt
- 2018 : Race 3
- 2018 : Zero
- 2019 : Kalank
- 2019 : Student of the Year 2
- 2020 : Street Dance 3D

### Télévision
- Dance India Dance (saison 1) avec Geeta Kapoor & Terrence Lewis
- Dance India Dance (saison 2) avec Geeta Kapoor & Terrence Lewis
- Jhalak Dikhhla Jaa 4 avec Madhuri Dixit & Malaika Arora Khan
- Dance India Dance Doubles en tant que juge invité
- Dansez Ke Superstars avec Shiamak Davar
- Dance India Dance (saison 3) avec Geeta Kapoor & Terrence Lewis
- Jhalak Dikhhla Jaa 5 avec Madhuri Dixit & Karan Johar
- Comedy Circus Ke Ajoobe en tant que juge invité
- Nach Baliye 5 en tant que juge invité
- Jhalak Dikhhla Jaa 6 avec Madhuri Dixit & Karan Johar
- Jhalak Dikhhla Jaa 7 avec Madhuri Dixit & Karan Johar
- Dance Plus, Saison 1 (2015)[2]
- Dance Plus, Saison 2 (2016)
- Dance Plus, Saison 3 (2017)
- Champions de danse avec Terrence Lewis (2017)
- Dance Plus, Saison 4 (2018-19)
- Dance Plus, Saison 5 (2019-20)